# نشاطات الاستخبارات الداخلية في أفغانستان
اتُّهِمت وكالة الاستخبارات الداخلية الباكستانية بالتورط بشكل كبير في أفغانستان في تشغيل برامج استخباريةٍ عسكريةٍ سريةٍ منذ مدة طويلة تسبق حتى الاجتياح السوفيتي لأفغانستان في عام 1979، وحدثت أولى تلك العمليات في عام 1975، وكانت انتقامًا للحرب التي تشنها أفغانستان ولدعمها الميليشيات المناهضة لباكستان، قبل تلك الواقعة لم تجرِ باكستان أي عمليات في أفغانستان وتلك العملية أتت ردًا على عقد كامل من انتهاكات أفغانستان ضد باكستان.
لاحقًا وفي ثمانينيات القرن المنصرم وفي خضم عملية سايكلون، كانت الاستخبارات الداخلية هي المسؤولة عن توزيع السلاح والمعونات المادية التي تقدمها الولايات المتحدة لفصائل المجاهدين الأفغان مثل فصائل قلب الدين حكمتيار وأحمد شاه مسعود، وبعد انسحاب الاتحاد السوفيتي من أفغانستان، تصارعت تلك الفصائل مع بعضها واندلعت حرب أهلية دامية مزقت البلاد، وخلال الأعوام بين 1992 و 1994 كانت الاستخبارات الداخلية والولايات المتحدة بالتعاون مع حكومة بنازير بوتو الداعم الأكبر لقوات حكمتيار في حربها ضد الدولة الإسلامية في أفغانستان.
بعد فشل حكمتيار في الوصول إلى السلطة عملت الاستخبارات الداخلية كما هو معروف على تأسيس حركة طالبان من أجل الوصول إلى الحكم ودعمتها ماديًا وسياسيًا وعسكريًا ولوجستيًا، واستمر الدعم حتى وقوع هجمات أيلول (سبتمبر)، ومن المعروف أيضًا أن الاستخبارات الداخلية قدمت ملجأً آمنًا لطالبان في داخل باكستان ودعمت تمردات طالبان في أفغانستان بعد وقوع الهجمات، ينكر المسؤولون الباكستانيون هذه التهم، لكن مسؤولين دوليين ومحللين سياسيين بل وحتى عسكريين باكستانيين أثاروا مزاعم حول توفير الدعم واللجوء لحركة القاعدة من قبل الاستخبارات الداخلية وبالاشتراك مع القيادة العسكرية، وتزايدت هذه الاتهامات بشكل كبير بعد قتل زعيم القاعدة أسامة بن لادن في مدينة آبوت باد الباكستانية.

## بدايات التأسيس: رد على التدخلات الأفغانية
أجبر الدعم الأفغاني للمليشيات المعادية لباكستان، رئيس الوزراء الباكستاني حينها ذو الفقار علي بوتو ووزير الداخلية نصير الله خان بابر، والذي كان حينها مسؤولًا عن حرس الحدود على تشكيل وحدة قتال على شكل عصابات تتألف من خمسة آلاف رجل أفغاني، والتي ستخرّج فيما بعد قادة مستقبليين مثل حكمتيار وشاه مسعود وبرهان الدين رباني، وكانت مهمة هذه القوة هي مهاجمة الحكومة الأفغانية.

## الحزب الإسلامي: قلب الدين حكمتيار
في عام 1979 انخرط الاتحاد السوفيتي في الحرب الأهلية الأفغانية، وعملت كل من الاستخبارات الداخلية ووكالات الاستخبارات المركزية على تجنيد المسلمين في جميع أنحاء العالم للمشاركة في الجهاد ضد القوات السوفيتية، وعلى الرغم من ذلك، لم تتصل وكالة الاستخبارات المركزية بشكل مباشر مع المجاهدين، لأن المخابرات الباكستانية كانت هي الجهة الرئيسية التي تتعامل مع المجاهدين، كانت تفضل أكثر الجماعات تطرفًا، أي الحزب الإسلامي بقيادة قلب الدين حكمتيار، والذي حاول أن يقيم حكومة عاصمتها مدينة جلال آباد بعد الانسحاب السوفيتي من أفغانستان ولكنه فشل في ذلك.
في عام 1992 بعد انهيار النظام الشيوعي في أفغانستان برئاسة محمد نجيب الله، اتفقت الأطراف الأفغانية على السلام وتقاسم السلطة في اتفاقٍ دعي اتفاق بيشاور، والذي أنتج ما يدعى الدولة الإسلامية في أفغانستان، تلقى حكمتيار دعمًا كبيرًا من باكستان من أجل الإطاحة بهذه الدولة، بحلول عام 1994 تيقنت باكستان أنه غير قادر على الفوز على الدولة الإسلامية وأنه كان خيبة أمل مريرة لرعاته.

## طالبان الأفغانية
تأسست طالبان إلى حد كبير من قبل وزارة الداخلية الباكستانية في عهد نصير الله خان بابر والاستخبارات الداخلية في عام 1994، وفي عام 1999 أقرّ نصير الله بابار الذي كان وزيرًا للداخلية في عهد بوتو خلال فترة صعود طالبان للسلطة، بدوره في إنشاء طالبان.
في عام 1994، ومع فشل قلب الدين حكمتيار في الإطاحة بحكومة رباني، وجدت باكستان نفسها في موقف حرج، فاستخدمت الاستخبارات الباكستانية طالبان لإقامة نظام في أفغانستان يكون مواليًا لباكستان، في محاولة من باكستان لاكتساب عمق استراتيجي، ومنذ إنشاء طالبان، قدمت المخابرات الباكستانية والجيش الباكستاني الدعم المالي واللوجستي والعسكري بما في ذلك الدعم القتالي المباشر، كما ذكر المؤرخ بيتر تومسن أنه حتى وقوع أحداث 9/11 كان ضباط الجيش الباكستاني وضباط المخابرات الباكستانية بالإضافة إلى الآلاف من أفراد القوات المسلحة الباكستانية النظاميين يشاركون في القتال في أفغانستان.
في عام 2000، فرض مجلس الأمن التابع للأمم المتحدة حظراً على توريد الأسلحة لحركة طالبان، وخصّ مسؤولو الأمم المتحدة حينها باكستان بكلامهم، كما انتقد الأمين العام للأمم المتحدة باكستان لدعمها العسكري وأعلن مجلس الأمن عن شعوره بقلق عميق إزاء التقارير التي تشير إلى تورط الآلاف من غير الأفغان في القتال إلى جانب طالبان.
في يوليو 2001، اتهمت العديد من الدول بما فيها الولايات المتحدة باكستان بأنها تنتهك قرارات الأمم المتحدة بسبب مساعدتها العسكرية لحركة طالبان.
بعد هجمات 11 سبتمبر، ادعت باكستان أنها أنهت دعمها لطالبان، ولكن مع سقوط كابول في أيدي القوات المناهضة لطالبان في نوفمبر 2001، عملت قوات الاستخبارات الداخلية الباكستانية مع ميليشيات طالبان التي كانت في حالة انهيارٍ تام، وفي نوفمبر 2001، نُقل مقاتلون من طالبان والقاعدة بالإضافة إلى المخابرات الباكستانية وغيرهم من العملاء العسكريين بأمان من مدينة قندوز الأفغانية على متن طائرات شحن تابعة للجيش الباكستاني إلى قواعد سلاح الجو الباكستاني في المناطق الشمالية بباكستان ضمن عملية أطلق عليها اسم جسر الشر الجوي.

## شبكة حقاني
تملك الاستخبارات الداخلية الباكستانية روابط وثيقة مع شبكة حقاني، وتساهم مساهمة كبيرة في تمويلها، وفي عام 2011 وصف رئيس هيئة الأركان الأمريكية الأدميرال مايك مولن شبكة حقاني (العنصر الأكثر تدميراً لطالبان الأفغانية) بأنه ذراع حقيقي لجهاز الاستخبارات الباكستاني، وأضاف مولن، أن لدى الولايات المتحدة أدلة على أن الاستخبارات الداخلية الباكستانية خططت بشكل مباشر وتزعّمت هجوم حقاني 2011 على السفارة الأمريكية، وهجوم حقاني في 28 يونيو على فندق انتركونتيننتال في كابول، وغيرها من العمليات.
من المعتقد على نطاق واسع أن الهجوم الانتحاري على السفارة الهندية في كابول كان مخططًا له أيضًا بمساعدة الاستخبارات الداخلية الباكستانية، فقد ذكر تقرير صدر عام 2008 من مدير الاستخبارات الوطنية أن الاستخبارات الداخلية الباكستانية توفر معلومات استخباراتية، وتمويلًا للمساعدة في الهجمات ضد القوات الدولية، وضد الحكومة الأفغانية والأهداف الهندية.

## القاعدة
إلى جانب دعم الحزب الإسلامي بقيادة قلب الدين حكمتيار، دعمت الاستخبارات الداخلية الباكستانية بالاشتراك مع المملكة العربية السعودية بقوّة فصيل جلال الدين حقاني (شبكة حقاني) والجماعات العربية المتحالفة كتلك المتكتلة حول الممول بن لادن، والمعروفة اليوم باسم تنظيم القاعدة، في الحرب ضد السوفييت والحكومة الشيوعية الأفغانية في أفغانستان في الثمانينيات.
في عام 2000، ذكرت المخابرات البريطانية أن الاستخبارات الداخلية الباكستانية لعبت دورًا نشطًا في العديد من معسكرات تدريب القاعدة منذ التسعينيات فصاعدًا، وساعدت الاستخبارات الداخلية الباكستانية في بناء معسكرات تدريب لكلٍ من طالبان والقاعدة، وبين عامي 1996 و2001، أصبحت قاعدة أسامة بن لادن وأيمن الظواهري دولة داخل دولة طالبان المدعومة من باكستان، وأرسل بن لادن متشددي القاعدة من العرب ومن سكان آسيا الوسطى للانضمام إلى قتال طالبان وباكستان ضد الجبهة المتحدة (التحالف الشمالي) ومن بينهم لواءه 055.

## اغتيال القادة الأفغان المحوريين
شاركت الاستخبارات الداخلية الباكستانية في اغتيال كبار القادة الأفغان الذين كان يُعتقد بأنهم سيلعبون دورًا محوريًا لمستقبل أفغانستان، ومن بين هؤلاء القادة، أحمد شاه مسعود زعيم المقاومة والبطل الوطني لأفغانستان، وعبد الحق زعيم المقاومة البشتونية المعادي للسوفييت والمناهض لطالبان.
واتُّهمَت الاستخبارات الداخلية الباكستانية بالتورط في اغتيال برهان الدين رباني رئيس إدارة الرئيس الأفغاني السابق ورئيس مجلس السلام الأعلى والعديد من القادة الآخرين المناهضين لطالبان، كان معروفًا عن كلا الزعيمين، شاه مسعود وعبد الحق أنهما مستقلين بشدة عن النفوذ الأجنبي، وخاصة الباكستاني، وكان كلاهما من أنجح قادة المقاومة المناهضة للسوفييت، والرافضين للمطالبة الباكستانية بالهيمنة على المجاهدين الأفغان.
قُتل مسعود على يد اثنين من الانتحاريين العرب قبل يومين من هجمات 11 سبتمبر 2011 في الولايات المتحدة.
مُنح القتلة -الصحفيين المفترضين- تأشيرات دخول متعددة صالحة لمدة عام في أوائل عام 2001 من قبل السفارة الباكستانية في لندن، وكان هذا النوع من التأشيرات المتعددة لمدة عام غير مألوف بالنسبة للصحفيين عادة، وسهّلت الاستخبارات الداخلية الباكستانية فيما بعد مرور الرجلين عبر باكستان، ثم عبر الحدود الأفغانية إلى أراضي طالبان.
يقول الصحفي الأفغاني فهيم دشتي: «القاعدة وطالبان والإرهابيون الآخرون وأجهزة الأمن الباكستانية كانوا جميعًا يعملون معًا لقتله».
أما عبد الحق والذي قُتل على يد طالبان في 26 أكتوبر 2001، والذي كان يتمتع بدعم شعبي قوي بين البشتون الأفغان، فقد أراد إنشاء ودعم انتفاضة شعبية ضد طالبان بين البشتون.
يعتقد المراقبون أن طالبان لم تكن قادرة على القبض عليه لولا التعاون مع المخابرات الباكستانية.
كان أحمد شاه مسعود زعيم المقاومة الوحيد القادر على الدفاع عن أجزاء واسعة من أراضيه ضد طالبان والقاعدة والجيش الباكستاني، وكان يأوي مئات الآلاف من اللاجئين الذين هربوا من طالبان على الأراضي الخاضعة لسيطرته، وكان يُنظر إليه كزعيم مُرجّح لقيادة أفغانستان ما بعد طالبان.
بعد اغتياله، اعتبر عبد الحق أحد المنافسين الرئيسيين لهذا المنصب. فقد كان لديه داعمون أمريكيون سهّلوا عودته إلى أفغانستان بعد أحداث 11 سبتمبر، ولكن كان هناك معلومات مصدرها صحفيين تتحدث عن وجود توترات بين وكالة المخابرات المركزية وعبد الحق، إذ أفاد مدير وكالة المخابرات المركزية السابق جورج تينيت بأنه بناءً على توصية أحد أعضاء جماعات الضغط الأمريكية الخاصة، التقى مسؤولون من وكالة الاستخبارات المركزية مع عبد الحق في باكستان، لكن وبعد تقييم الوضع حثّوه على عدم دخول أفغانستان.